# 赫林縣區 (伊利諾伊州威廉森縣)
赫林縣區（英語：Precincts (United States)）是位於美國伊利諾伊州威廉森縣的一個縣區。

## 地方資料
根據2010年美國人口普查的數據，赫林縣區的面積為96.42平方千米，當中陸地面積為95.79平方千米，而水域面積為2.63平方千米。當地共有人口15269人，而人口密度為每平方千米158.36人。